# 브라니슬라브 이바노비치
브라니슬라브 이바노비치(세르비아어: Бранислав Ивановић, Branislav Ivanović, 1984년 2월 22일, 세르비아 스렘스카미트로비차 ~ )는 세르비아의 전 축구 선수이다. 포지션은 라이트백, 센터백이다.

## 클럽 경력

### 초기 선수 생활과 로코모티프 모스크바
이바노비치는 FK 스렘이라는 클럽에서 축구를 시작했다. 그 후 2003년에 OFK 베오그라드에 입단하게 되고 3년동안 세르비아 수페르리가에서 활약했다. 2006년 몬테네그로가 세르비아에게서 독립 될 시기에 이바노비치는 러시아의 FC 로코모티프 모스크바에 입단하게 된다. 그리고 러시아에서의 경력을 키우는 동안 처음으로 세르비아 축구 국가대표팀의 멤버가 되었고 그의 클럽 FC 로코모티프 모스크바는 이바노비치의 활약에 힘입어 2007년 러시안컵에서 우승을 거두었다.

### 첼시
이바노비치는 2008년 1월 15일 AC밀란, 유벤투스, 인테르나치오날레, 맨체스터 유나이티드의 오퍼를 받아들이지 않고 첼시 FC로의 이적을 결정했다. FC 로코모티프 모스크바의 소식통에 그의 이적료는 €13m으로 러시아 리그 역사상 가장 큰 거래였다고 한다.
이바노비치는 3년 계약을 했으며 등번호는 2번이 주어졌다. UEFA 챔피언스리그 2008-09 8강 1차전에서 리버풀을 상대로 2골을 기록해 첼시의 4강 진출에 공헌하기도 하였다.
2009-10 시즌, 조제 보싱와의 부상으로 인해 지금은 주로 오른쪽 풀백으로 뛰고 있다.
2012-13 시즌에는 루이스 알베르토 수아레스에게 물려 논란이 됐다.

## 국가대표팀 경력

### 21세 이하 대표팀
세르비아 몬테네그로 축구 국가대표팀의 일원이었던 그는 포르투갈에서 열린 2006년 21세 이하 챔피언쉽에서 첫 골을 넣었다. 그 후 대표팀에서의 좋은 활약으로 주장을 맡았으며 그는 세르비아의 유망주로 자리매김 하게 되었다. 그는 네덜란드에서 열렸던 올림픽 출전권이 걸린 2007년 21세 이하 챔피언쉽에서 대표팀의 안정적인 수비에 큰 몫을 하여 팀의 준우승에 기여하고 올림픽을 출전권을 얻었으며 이 대회에 선정한 베스트 11에 포함되었다.

### A 대표팀
이바노비치는 세르비아 몬테네그로 축구 국가대표팀의 일원으로, 2005년 6월 8일, 캐나다 토론토에서 열린 이탈리아와의 친선경기에 처음으로 국가대표팀에 데뷔했으며, 경기는 1-1 무승부로 끝났다. 그는 유로 2008예선 포르투갈과의 원정경기에서 첫 A매치 득점을 기록했다. 이바노비치는 대표팀에서 보루시아 도르트문트 소속 네벤 수보티치의 센터백 파트너로 평가 되고 있다.
2017년 11월 14일, 대한민국과의 평가전에서 선발출전하여 A매치 100경기 출장을 기록하면서 센츄리클럽에 가입하였다.

## 같이 보기
- A매치 100경기 이상 출전한 축구 선수 명단

## 수상

#### 로코모티브 모스크바
- 러시아 컵 : 2006-07

#### 첼시
- 프리미어리그: 2009-10 , 2014-15 , 2016-17
- FA컵: 2008-09, 2009-10, 2011-12
- EFL컵 : 2014-15
- FA 커뮤니티 실드: 2009
- UEFA 챔피언스리그: 2011-12
- UEFA 유로파리그: 2012-13

#### 제니트 상트페테르부르크
- 러시아 프리미어리그 : 2018–19, 2019–20
- 러시아 컵 : 2019-20

### 개인
- PFA 올해의 팀 : 2009-10, 2014-15
- 세르비아 올해의 선수 : 2012, 2013
- UEFA 유로파리그 결승전 MoM : 2013
- FIFPRO 월드 11 후보 : 2013, 2014, 2015
- ESM 올해의 팀 : 2014-15
- UEFA 챔피언스리그 시즌의 스쿼드 : 2014-15
- UEFA U-21 유로 드림팀
- UEFA U-21 유로 대회 베스트 : 2007
- 러시아 프리미어리그 올해의 중앙 수비수 : 2019-20